# Enrico Golisciani
Enrico Golisciani (Nàpols, 25 de desembre del 1848 - ibídem, 6 de febrer del 1918) va ser un llibretista italià.
Va néixer a Nàpols, fill de Giovanni Golisciani i d'Efigenia Carulli. Va ser el cap de redacció del diari Giornale per tutti. A més de llibrets va publicar el recull de poesies Pagine d'album. Va escriure uns vuitanta llibrets melodramàtics i còmics en estil del romanticisme tardiu.

## Obres destacades
- Maria Stuarda (1874)', música de C. Palumbo
- Carlo di Borgonga (1876), música de Pietro Musone
- Marion Delorme (1885), música d'Amilcare Ponchielli
- Gina, (1889), música de Francesco Cilea
- Il segreto di Susanna (1909), música d'Ermanno Wolf-Ferrari